# Handwerkskammer Flensburg

Das Logo der HWK Flensburg

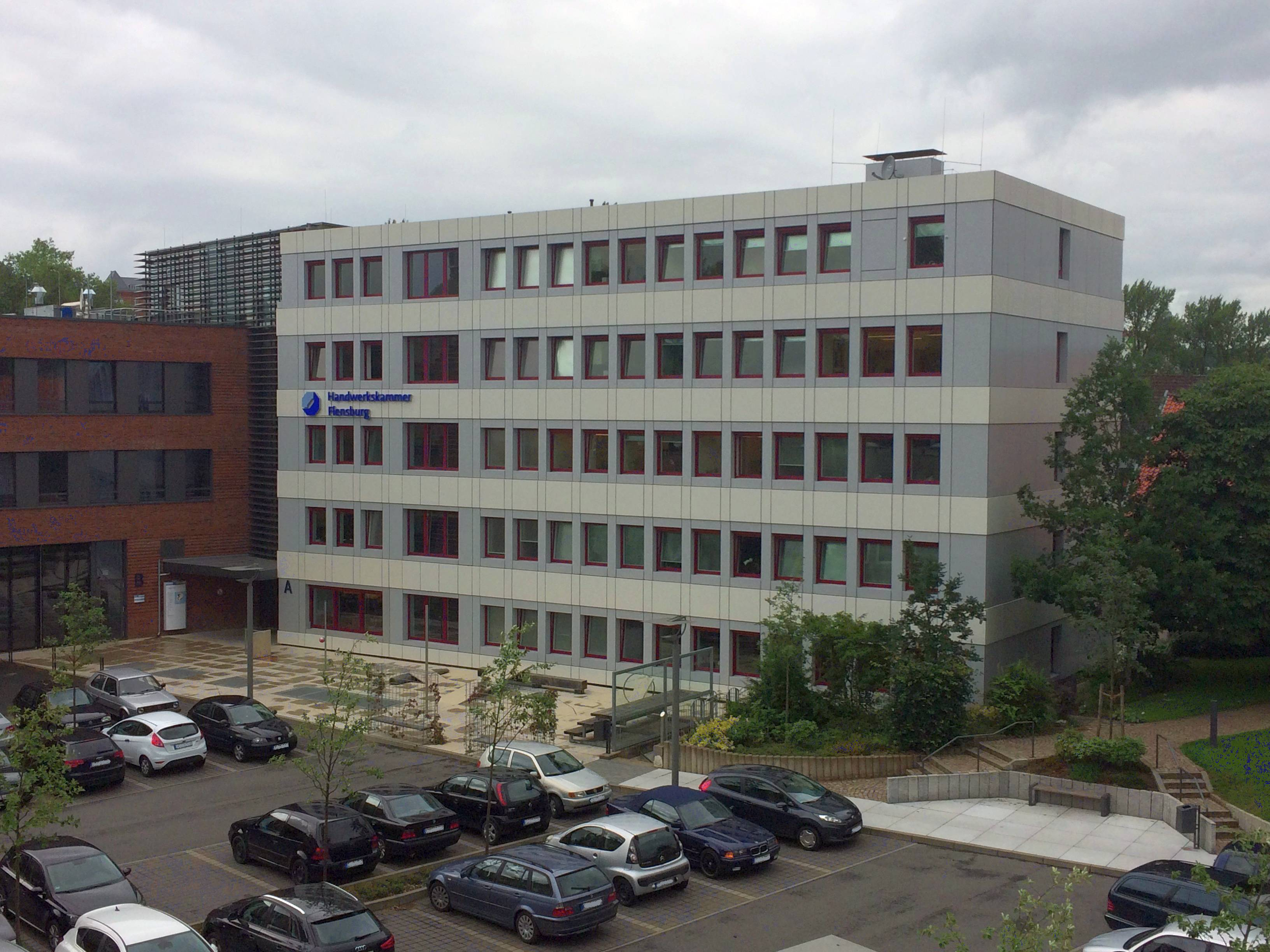
Hauptgebäude der Handwerkskammer Flensburg

Die Handwerkskammer Flensburg ist eine von insgesamt 53 Handwerkskammern in Deutschland. Als Selbstverwaltungseinrichtung vertritt sie die Interessen des Gesamthandwerks im nördlichen und westlichen Schleswig-Holstein. Zum Kammerbezirk zählen die Kreise Schleswig-Flensburg, Nordfriesland, Rendsburg-Eckernförde und Dithmarschen sowie die kreisfreie Stadt Flensburg. Die Handwerkskammer Flensburg vertritt damit etwa 10.800 Handwerksbetriebe mit ca. 60.000 Mitarbeitern, darunter ca. 5.000 Lehrlinge (Stand Juli 2016). Nicht weit entfernt von der Handwerkskammer befindet sich auch die Industrie- und Handelskammer zu Flensburg, mit der sie nicht zu verwechseln ist.

## Geschichte
Gegründet wurde die Handwerkskammer Flensburg am 4. April 1900 auf der Grundlage des Handwerkergesetzes aus dem Jahr 1897. Die wechselvolle Geschichte zu Beginn des 20sten Jahrhunderts hatte auch Auswirkungen auf den Kammerbezirk. Per Volksabstimmung im Jahr 1920 entschied sich die Mehrheit der Bevölkerung im Landesteil Nordschleswig für die Zugehörigkeit zum Dänischen Königreich, wodurch sich die Fläche des Kammerbezirks nahezu halbierte. Während des NS-Regimes (1933 bis 1945) litt die Selbstverwaltung des Handwerks unter dem Gleichschaltungsgesetz, in dessen Folge unter anderem die Vollversammlung als höchstes beschlussfassendes Gremium der Kammer aufgelöst und der Präsident nicht gewählt, sondern vom Reichswirtschaftsminister eingesetzt wurde. Die erste Vollversammlung nach dem Zweiten Weltkrieg fand dann am 28. November 1945 statt. Der 1. Sitz der Handwerkskammer nach der Konstituierung befand sich zunächst in der Großen Straße 6. Später befanden sich weitere Räumlichkeiten in Flensburg, Schiffbrückstraße und in der Nikolaistraße. Am 2. Dezember 1964 beschloss die Vollversammlung den Erwerb des Grundstückes und den Bau des ersten Abschnitts am heutigen Standort am Johanniskirchhof 1–7 (vgl. Dammhofareal). Im Laufe der vergangenen Jahrzehnte erfolgten an diesem Standort zahlreiche Erweiterungs- und Umbaumaßnahmen – besonders im Bereich der Werkstätten für die überbetriebliche Ausbildung von Lehrlingen aber auch am Verwaltungsgebäude. Im Jahr 2011 wurde ein neues Gästehaus für die Unterbringung der Lehrlinge eingeweiht. Im Sommer 2013 wurde ein weiterer Bauabschnitt, ein neues Werkstattgebäude, fertiggestellt.

## Organisation
Die Mitglieder der Handwerkskammer entsenden ihre Vertreter in die Vollversammlung, dem höchsten beschlussfassenden Gremium der Handwerkskammer. Sie besteht aus 33 Personen. 22 Vollversammlungsmitglieder vertreten die Arbeitgeber-, 11 die Arbeitnehmerseite. Die Vollversammlung kann sich durch Zuwahl von höchstens 3 sachverständigen Personen ergänzen. Aus der Mitte der Vollversammlung wird wiederum der Vorstand gewählt, der aus dem Präsidenten, zwei Vizepräsidenten (davon einer von der Arbeitnehmerseite) und sechs weiteren Mitgliedern (davon zwei von der Arbeitnehmerseite) besteht.
Die Handwerkskammer wird nach außen durch den Präsidenten und den Hauptgeschäftsführer vertreten.

## Aufgaben
Auf Grundlage des Gesetzes zur Ordnung des Handwerks (Handwerksordnung) nimmt die Handwerkskammer Flensburg als Körperschaft des öffentlichen Rechts die ihr übertragenen staatlichen Aufgaben wahr. Hierzu zählen das Führen der Handwerksrolle (Handwerksverzeichnis) und der Lehrlingsrolle (Lehrlingsverzeichnis) sowie die Durchführung von Prüfungen in der beruflichen Aus- und Fortbildung (Gesellen- und Meisterprüfungen). Auch die öffentliche Bestellung von Sachverständigen gehört zum Aufgabenbereich von Handwerkskammern.
Im Rahmen der Mitgliedschaft im Deutschen Handwerkskammertag (DHKT) sowie im Zentralverband des deutschen Handwerks (ZDH) wirkt die Handwerkskammer Flensburg an Gesetzesinitiativen mit, nimmt schriftlich und bei Anhörungen zu allen handwerksrelevanten Gesetzesentwürfen Stellung und macht eigene Vorschläge zur Verbesserung der politischen Rahmenbedingungen.
Im Besonderen bringt sich die Handwerkskammer Flensburg in wirtschaftliche Initiativen des Landes Schleswig-Holstein ein. Sie pflegt den Kontakt zu Parlamenten und Behörden, führt Wirtschaftsbeobachtungen durch, erstellt daraus Statistiken und Konjunkturberichte und führt Presse- und Öffentlichkeitsarbeit für das Handwerk durch.
Sie steht ihren Mitgliedern außerdem mit einer Reihe von Beratungsleistungen in allen betriebsbezogenen Fragestellungen zur Verfügung und bietet auch über das eigene Bildungszentrum Seminare, berufsspezifische Fort- und Weiterbildungslehrgänge sowie Ausbildung von Lehrlingen im Rahmen der überbetrieblichen Lehrlingsunterweisung an (mehr unter „Leistungen“).
Am Standort der Handwerkskammer Flensburg ist auch die schweißtechnische Kursstätte des DVS*-Bezirksverbandes Flensburg untergebracht (*DVS: Deutscher Verband für Schweißtechnik und verwandte Verfahren e.V.), die im Rahmen der Erwachsenenbildung bzw. für Lehrlinge im Rahmen der überbetrieblichen Lehrlingsunterweisung Lehrgänge in verschiedenen Schweißverfahren anbietet.

## Mitgliedschaft
Zur Handwerkskammer gehören die Inhaber eines Betriebs, eines zulassungsfreien Handwerks oder eines handwerksähnlichen Gewerbes des Handwerkskammerbezirks sowie ihre Gesellen, andere Arbeitnehmer mit einer abgeschlossenen Berufsausbildung und die Lehrlinge dieser Gewerbetreibenden. Zur Handwerkskammer gehören auch die Personen aus dem Handwerk, die selbständig eine sogenannte nicht-wesentliche Tätigkeit eines Handwerks gewerblich ausüben. Das ist im § 90 (Abs. 2 bis 4) der Handwerksordnung festgelegt.

## Leistungen

### Beratung
Zum Leistungsangebot der Handwerkskammer Flensburg gehört für unsere Mitgliedsbetriebe ein umfangreiches kostenloses Beratungsangebot.
Beratungen werden in den folgenden Bereichen angeboten:
- Betriebswirtschaftliche Beratung
- Existenzgründung
- Unternehmensführung
- Betriebsnachfolge
- Beratung für „Gestaltung und Marketing“
- Außenwirtschaftberatung
- Technische Beratung
- Technologietransfer-Beratung
- Rechtsberatung
- Ausbildungsberatung
- die persönliche und telefonische Beratung in Kooperation mit allen Ausbildungsbeteiligten
- Konfliktbewältigung
- die Ausbildungsplatzakquise
- die Teilzeitausbildung im Handwerk
- Fachkräfteberatung

### Bildung
In unserem hinsichtlich der Ausbildungsqualität zertifizierten Bildungszentrum findet die Aus- und Weiterbildung von Lehrlingen, Gesellen, Meistern und Führungskräften im Handwerk statt. Darüber hinaus bietet das Bildungszentrum Seminare für jedermann mit den Schwerpunkten Betriebswirtschaft, Persönlichkeitstraining, moderne Unternehmensführung etc. an.
Zum Bildungsangebot gehört:
- die überbetriebliche Lehrunterweisung von Lehrlingen (ÜLU)
- die Meisterausbildung
- berufliche Fort- und Weiterqualifizierungen
- der Studiengang Betriebswirt (HWK)
- die DVS-Kurse im Schweißen
- die Seminare

### Gästehaus
Seit 2011 bietet die Handwerkskammer für die Unterbringung der Lehrlinge im Rahmen der überbetrieblichen Lehrlingsunterweisungen ein neues Gästehaus an. Insgesamt stehen 37 Übernachtungsplätze zur Verfügung.